# Wout Holverda
Wouter (Wout) Holverda (Leiden, 22 april 1958 – aldaar, 3 december 2021) was een Nederlands voetballer die als aanvaller speelde.

## Loopbaan
In de jeugd kwam hij uit voor de Leidse club Roodenburg. In het seizoen 1977-1978 werd Holverda als linksbuiten gescout door Sparta. De kopsterke aanvaller kwam tot  1984 met succes uit voor Sparta. Zo eindigde Sparta in seizoen 1982/83 als vierde in de Eredivisie, en in seizoen 1983/84 als zesde. Zijn grootste sportieve successen waren de wedstrijden voor de UEFA Cup in het seizoen 1983/84 tegen het Ierse Coleraine FC, het Oost-Duitse Carl Zeiss Jena en het Russische Spartak Moskou.
Holverda stond vanaf 1984 onder contract bij Fortuna Sittard. In seizoen 1984/85 kwam hij met deze ploeg uit in de Europa Cup II. Fortuna schopte het tot de kwartfinales en speelde tegen KB Kopenhagen, Wisła Kraków en Everton FC. Van 1987 tot 1990 stond Holverda onder contract van FC Haarlem. Daarna speelde hij voor de Leidse amateurvereniging UVS. 
Wout Holverda werd één keer geselecteerd voor het Nederlands elftal, maar werd in de wedstrijd tegen Denemarken in maart 1984 niet opgesteld. Na zijn actieve loopbaan speelde hij nog diverse malen in het elftal van oud-Sparta. Hij was werkzaam bij het gemeentelijk sportbedrijf van de gemeente Leiden.

## Ziekte en overlijden
In september 2013 werd bekend dat Holverda leed aan de ziekte van Alzheimer. Hij kon niet meer zelfstandig wedstrijden bezoeken van Sparta, waarop supporters in actie kwamen. Tot aan zijn dood werd hij bij toerbeurt voor iedere wedstrijd van Sparta thuis opgehaald en na afloop thuis afgezet door de supporters van Sparta.
Holverda overleed in december 2021 op 63-jarige leeftijd.

## Postmortaal onderzoek
Wetenschappers van het Amsterdam UMC stelden door middel van postmortaal onderzoek vast dat Holverda ernstige dementie ontwikkeld had. In de hersenen van Holverda werd de aandoening chronische traumatische encefalopathie gevonden, door terugkerende klappen.
Op 3 maart 2022 werd in een artikel in het NRC een verband gelegd tussen het overlijden aan dementie van Holverda als gevolg van het veelvuldig koppen van de bal gedurende zijn voetbalcarrière. Volgens het artikel is dit wereldwijd nog maar zelden bij voetballers geconstateerd, omdat zij vrijwel nooit toestemming geven voor dit type postmortaal onderzoek. 

## Externe link

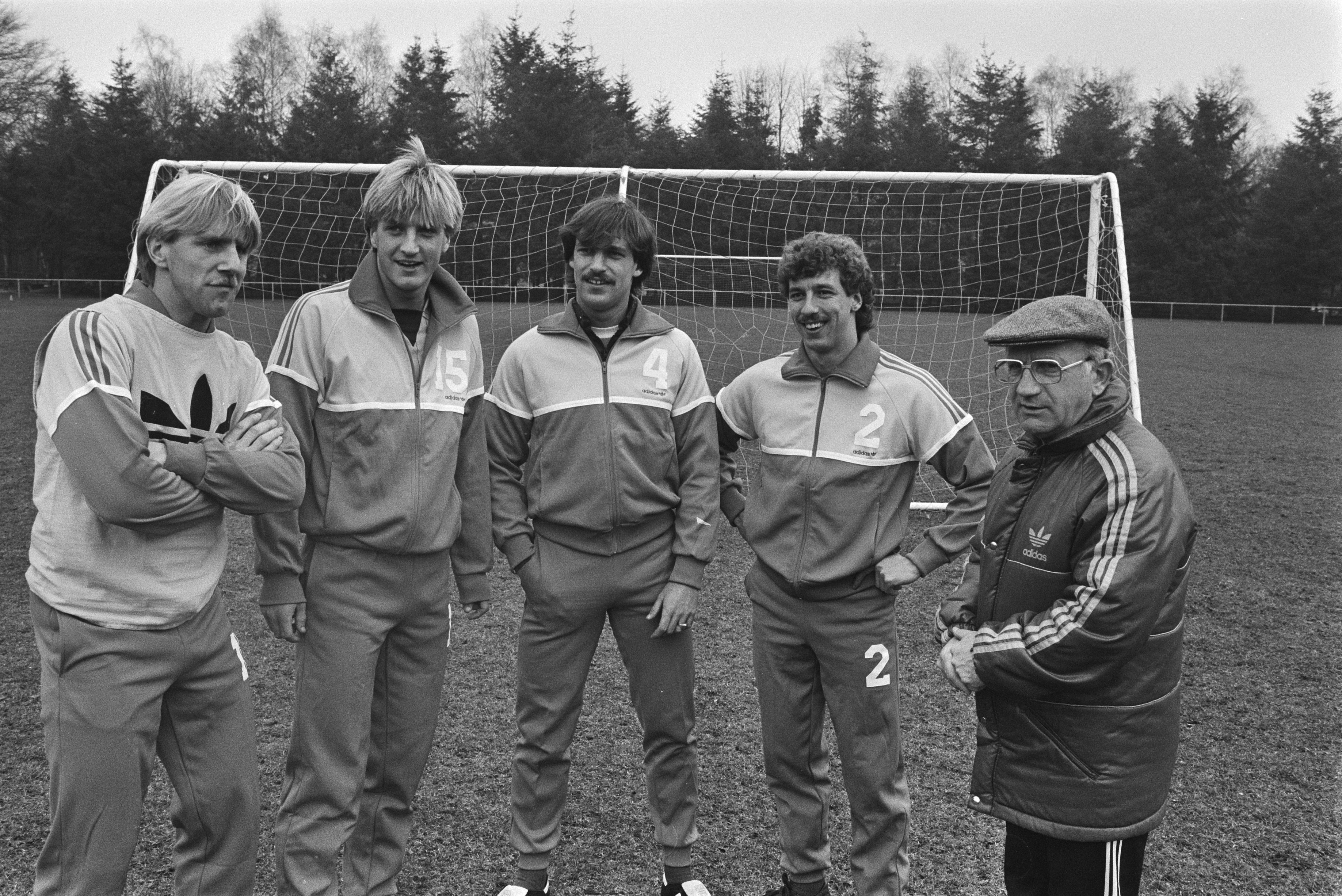
Deel van de selectie van het Nederlands voetbalelftal, 13 maart 1984.
V.l.n.r.: Hoekstra, Kieft, Van der Gijp, Holverda en Rijvers Foto: Marcel Antonisse (Anefo)